# Gefleckte Heideschnecke
Die Gefleckte Heideschnecke (Xeroplexa intersecta, Syn.: Candidula intersecta) ist eine Schneckenart der Familie der Geomitridae aus der Ordnung der Landlungenschnecken (Stylommatophora).

## Merkmale
Das kugelige, gedrückt-kegelförmige Gehäuse ist 5 bis 8 mm hoch und 7 bis 13 mm breit (4 bis 7 × 7 bis 12 mm: Welter Schultes). Es hat 5 bis 6½ leicht gewölbte, regelmäßig zunehmende Windungen, die durch eine seichte Naht voneinander abgesetzt sind und an der Peripherie schwach geschultert sind. Die Außenlinie der Windungen ist leicht konvex gebogen. Der mäßig weite und tiefe Nabel liegt ein wenig exzentrisch. Die Mündung ist gerundet und weist innen, etwas vom Mündungsrand entfernt eine deutliche weiße Lippe auf. Der Mundsaum selber ist scharf und im Bereich der Spindel leicht nach außen gebogen.
Das weißliche, hellbräunliche bis rötlich-gelbliche Gehäuse ist opak. Die Oberfläche zeigt etwas unregelmäßig Rippchen. Die Zeichnung besteht aus dunkleren Spiralbändern und Flecken, wobei Gehäusefärbung und Muster sehr variabel sind. Die Bänder können unterbrochen oder in Flecke aufgelöst sein, verschmolzen oder völlig fehlen. Es können daher auch völlig weiße oder braune Exemplare auftreten.
Der Weichhörper ist gelblich oder bläulichgrau mit dunklen Pigmentpunkten. Die oberen Tentakel sind lang, die unteren Tentakel dagegen sehr kurz.

### Ähnliche Arten
Die Helle Heideschnecke (Backeljaia gigaxii) hat ein etwas größeres Gehäuse und weniger gut gewölbte Umgänge sowie eine schwächer ausgebildete Naht. Es ist außerdem meist stärker gedrückt bzw. weniger kegelförmig. Das Gehäuse der Quendelschnecke (Candidula unifasciata) hat feinere und regelmäßigere Rippen und ist an der Peripherie weniger deutlicher gekielt.
Die Gehäuse der Zwerg-Heideschnecke (Trochoidea geyeri) und der Gestreiften Heideschnecke (Helicopsis striata) sind an der Oberseite und auch an der Unterseite weniger stark abgeflacht. Sie sind gröber gerippt, haben eine tiefere Naht und eine ungelippte oder nur teilweise gelippte Mündung.

## Geographische Verbreitung und Lebensraum
Das Verbreitungsgebiet der Art erstreckt sich von den Britischen Inseln über West- und Nordfrankreich, Nordportugal, Nordwestspanien, Belgien, Niederlande, Norddeutschland, Dänemark bis in das südlichste Schweden. Die Art ist derzeit in Ausbreitung begriffen. In England wurde sie vermutlich in neuerer Zeit eingeschleppt, da es bisher keine Funde aus dem Mittelalter oder älter gibt. Ebenfalls in neuerer Zeit eingeschleppt wurde die Art in Neuseeland. Auch an der Westküste der USA ist sie inzwischen nachgewiesen und auf den Azoren.
Die Gefleckte Heideschnecke bevorzugt warme, trockene und offene Standorte auf kalkreichen Böden, besonders in Dünen und kurzrasigen Hängen, kommt aber auch in geeigneten Gärten oder auf Ruderalstandorten vor.

## Lebensweise
Die Tiere leben am Boden oder auf niedrigen Pflanzen. Sie kriechen eher seltener auf Bäume und tolerieren auch kultivierte Böden, wie z. B. abgeerntete Kornfelder. Bei längerer Trockenheit graben sie sich im Erdreich ein oder verstecken sich unter großen Steinen. Sie verschließen dabei die Mündung mit einem undurchsichtigen, weißen, kalkigen Diaphragma. Die Eier werden zwischen Mai und Oktober im Boden abgelegt. Die Eier haben einen Durchmesser von einem Millimeter.

## Gefährdung
Die Art ist nach Einschätzung der International Union for Conservation of Nature and Natural Resources nicht gefährdet. Auch in Deutschland gilt die Art als nicht gefährdet.

## Taxonomie
Das Taxon wurde von Jean Louis Marie Poiret als Helix intersecta in die wissenschaftliche Literatur eingeführt. Sie wurde lange Zeit in die Gattung Candidula Kobelt, 1871 gestellt. Seit 2018 wird sie nun in die Gattung Xeroplexa Monterosato, 1872 gestellt. Die Fauna Europaea listet noch folgende Synonyme: Helix deferiana Bourguignat, 1882, Helix expedenta Locard, 1899, Helix paladilhi Bourguignat, 1866, Helix scabiosula Locard, 1899, Helix carcusiaca Mabille, 1881, Helix imula Locard, 1899.

## Belege

### Online
- Candidula intersecta (Poiret, 1801) auf AnimalBase